# Линден (Хесен)
Линден (њем. Linden) град је у њемачкој савезној држави Хесен. Једно је од 18 општинских средишта округа Гисен. Према процјени из 2010. у граду је живјело 12.175 становника. Посједује регионалну шифру (AGS) 6531012.

## Географски и демографски подаци
Линден се налази у савезној држави Хесен у округу Гисен. Град се налази на надморској висини од 188 метара. Површина општине износи 22,8 km². У самом граду је, према процјени из 2010. године, живјело 12.175 становника. Просјечна густина становништва износи 535 становника/km².

## Међународна сарадња
| Мјесто   | Држава    | Врста сарадње | Од    |
| -------- | --------- | ------------- | ----- |
| Вараби   | Јапан     | партнерство   | 2002. |
|          | Пољска    | партнерство   | 1993. |
|          | Француска | контакт       | 2000. |
|          | Чешка     | партнерство   | 1995. |
| Пургштал | Аустрија  | контакт       | 2000. |
| Извор    |           |               |       |